# Burggüter der Stadt Kulmbach

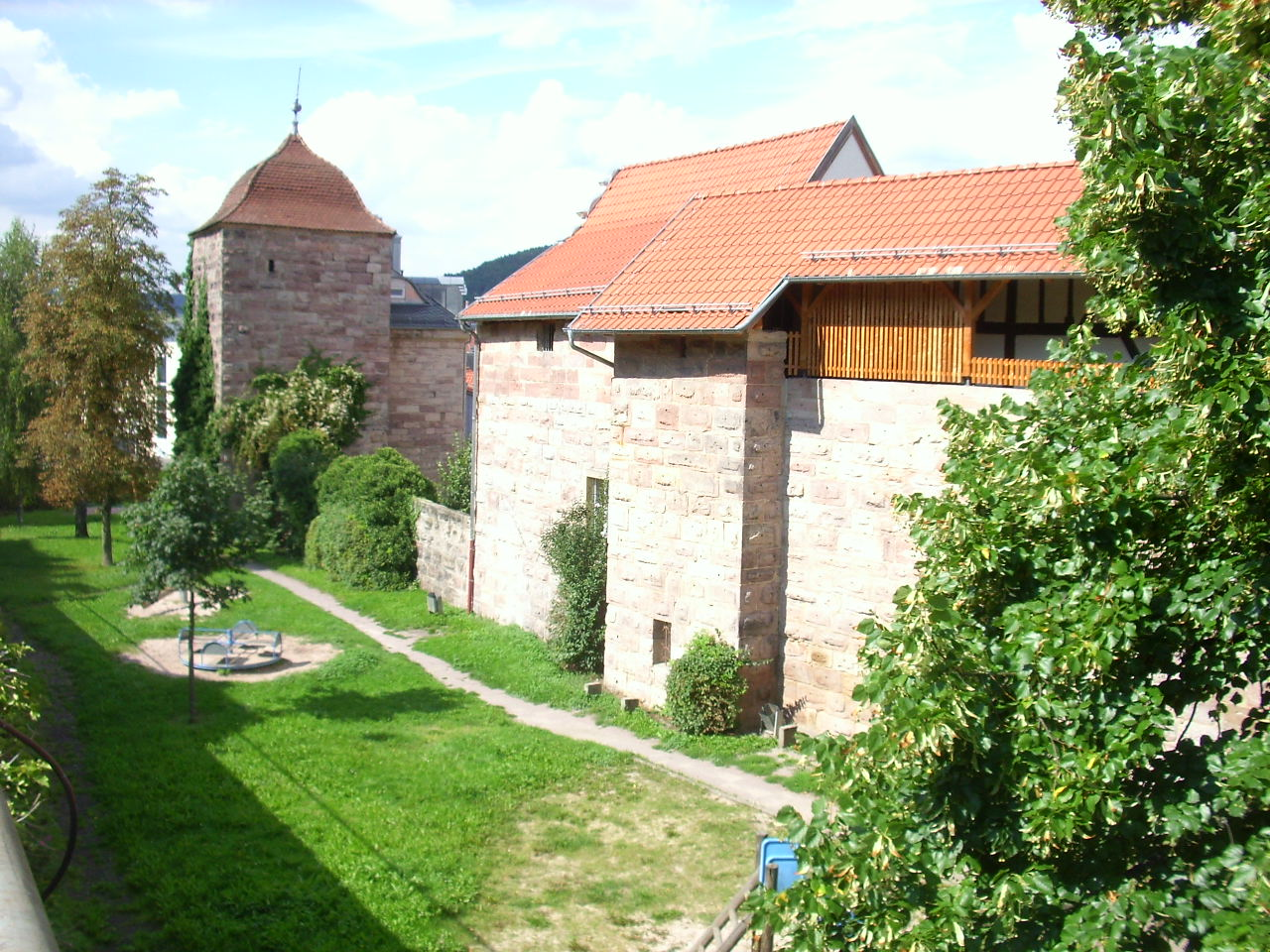
Burggüter der Waaggasse mit Stadtmauer und Graben

Die Burggüter der Stadt Kulmbach sind bis ins Mittelalter zurückgehende wehrhafte Gebäude.
Den Burggütern kam zunächst die Bedeutung zu, namhaften lokalen Adelsgeschlechtern, die im Kriegsfall die Stadt Kulmbach und die Plassenburg verteidigten, eine verhältnismäßig komfortable Unterkunft zu bieten. Später überwog der repräsentative Charakter der Gebäude, die auch in bürgerlichen und städtischen Besitz übergingen.

## Burggut Waaggasse 9 – die Fronfeste

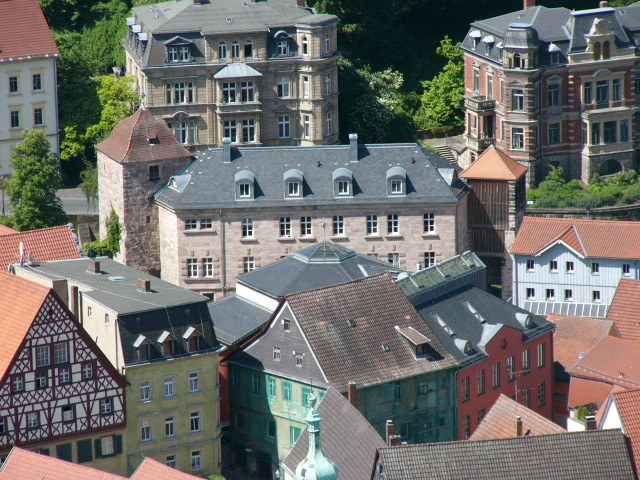
Burggut Waaggasse 9 – die Fronfeste, Fronfestenturm links, das blaue Gebäude rechts daneben ist das Burggut Waaggasse 13

Das Burggut der Waaggasse 9 war bereits zu Zeiten des Bauernkrieges Fronveste. Bis in das 20. Jahrhundert diente es als Gefängnis. Ein prominenter Gefangener war Christian Wilhelm von Krohnemann, der unter Markgraf Christian Ernst zu hohen Würden gelangte, weil er vorgab, Gold herstellen zu können. Als sein Schwindel nicht mehr aufrechterhalten werden konnte, machte man ihm den Prozess. Er wurde am 27. April 1686 von der Fronveste zum Galgenberg gebracht und dort gehängt. Im Nationalsozialismus wurden politische Gegner und Mitglieder der jüdischen Gemeinde in der Fronfeste in „Schutzhaft“ genommen. Nach dem Krieg sorgte die Beugehaft des SPD-Vorsitzenden und Zweiten Bürgermeisters Fritz Schönauer (1904–1950) für Unruhe und Demonstrationen gegen die Alliierten.

## Burggut Waaggasse 13
Das Burggut war anfangs in bürgerlichen Händen, 1430 wurde Hans von Weyher damit belehnt. Nach der Zerstörung im Bundesständischen Krieg wurde es von einem Stadtmeister erworben, wieder aufgebaut und kam damit wieder in bürgerliche Hände. Mitte des 18. Jahrhunderts wurde das ziemlich heruntergekommene Gebäude preisgünstig an einen Stadtknecht veräußert. Bis zur Nutzung als Schlosserei in den 1930er Jahren wohnten dort fast ausschließlich Tagelöhner. Heute befindet sich ein Architektenbüro in dem Gebäude.

## Burggut Bauergasse 4
Als erster Besitzer des Burggutes wurde 1398 Martin Förtsch von Thurnau genannt. Nach der Zerstörung am Konraditag 1553 regte Caspar Vischer den Wiederaufbau an. Heute beherbergt das Gebäude die Volkshochschule Kulmbach.

## Burggut Oberhacken 38

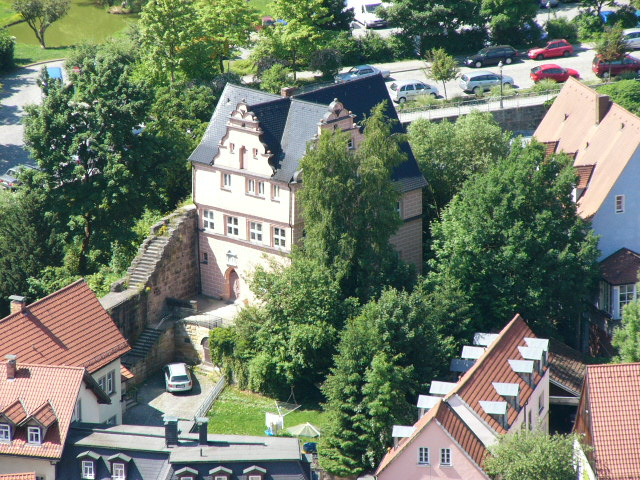
Burggut Oberhacken 38

Die heutige Ansicht als „Schlösschen“ ist auf die Gestaltung der Fassade durch die Familie Saltzmann, die ursprünglich aus Nürnberg kam, zurückzuführen. Das Anwesen mit der Plassenburg im Hintergrund ist eines der beliebtesten Bildmotive lokaler Künstler. Im Sprachgebrauch hat sich die Bezeichnung „Künsberger Schlösschen“ eingefahren, obwohl dies auf eine Verwechslung der Familie Künsberg mit der Familie Saltzmann zurückzuführen ist. Das Wappen über dem Eingangsportal wurde aus gleichen Gründen mit falschen Tinkturen restauriert. Heute ist dort die Städtebauverwaltung Kulmbach zu finden.

## Burggut Festungsberg 2
Dieses Burggut befand sich im Besitz verschiedener namhafter lokaler Adelsgeschlechter, darunter der Familien Plassenberg, von Aufseß, von Guttenberg und von der Grün.

## Burggut Obere Stadt 5 – Erbmarschallenamtshaus
1623 ging das Haus in den Besitz der Familie von Künsberg über, die gleichzeitig das Amt des Erbmarschalls für die Burggrafschaft Nürnberg von den Förtsch von Thurnau übernommen hatten und erst 1784 das Haus in bürgerlichen Besitz veräußerte.

## Burggut Oberes Stadtgässchen 1
Das Haus befand sich im 16. Jahrhundert in den Händen der Familie von Wirsberg, die in Glashütten, Lanzendorf und Wildenstein Besitzungen hatten.

## Burggut Waaggasse 5

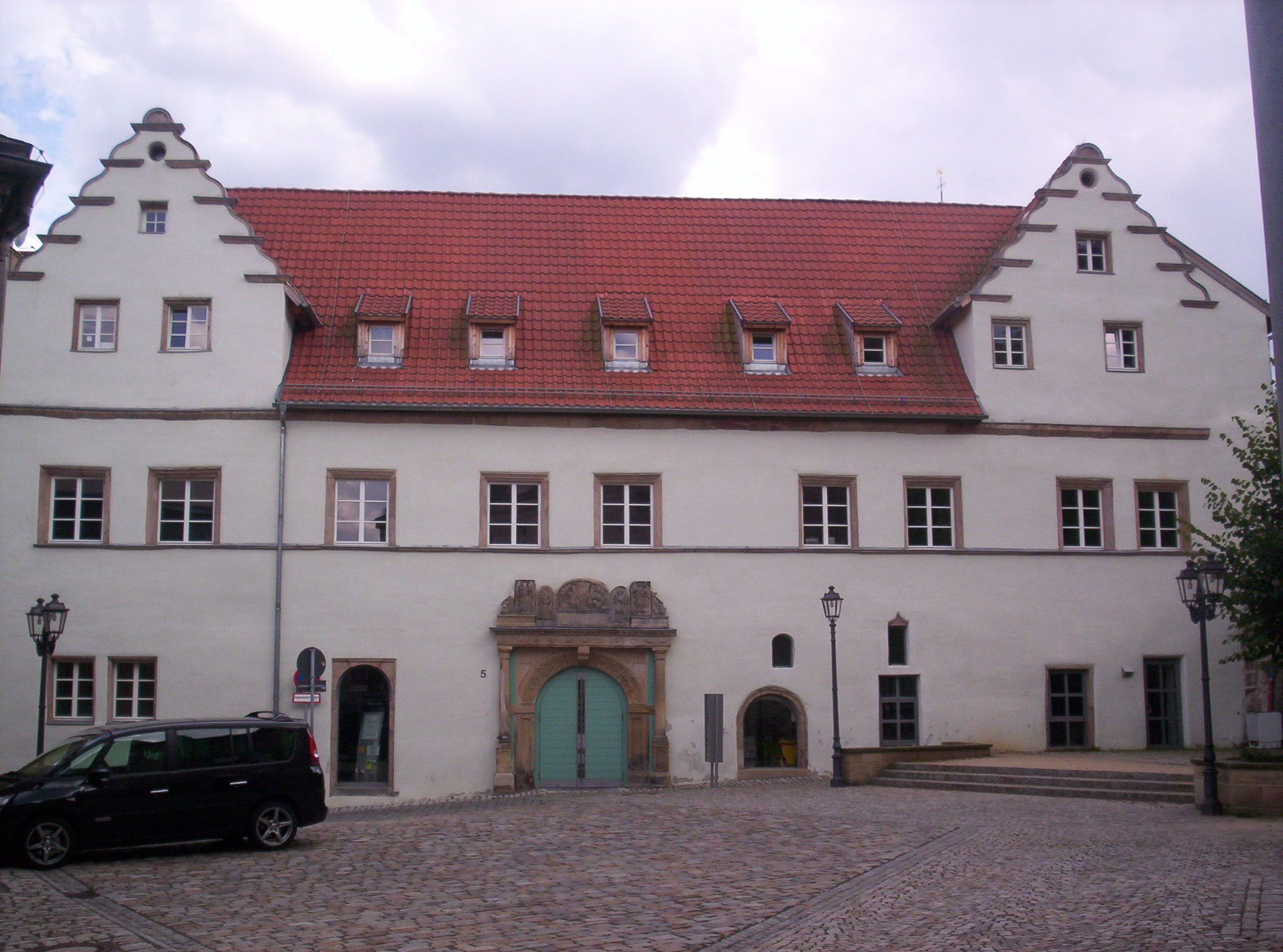
Burggut Waaggasse 5, Renaissancefassade quer zur Stadtmauer

Dr. Johann Streitberger – Bildnis aus der Chronik der Stadt Hof; alter Kupferstich nach einem farbigen Original im ältesten Kirchenbuch der Stadt

Bei Sanierungsarbeiten 2003 wurde unter dem Burggut ein Keller entdeckt und erforscht, der mit der mittelalterlichen Synagoge an dieser Stelle und damit mit dem jüdischen Leben in Kulmbach in Verbindung gebracht werden konnte. Der heutige Bau mit seiner ausladenden Renaissancefassade entstand nach dem Bundesständischen Krieg und wurde 1557 begonnen. Bauherr und erster Bewohner der Anlage war Johann Streitberger.

## Weitere Burggüter
- Burggut Obere Stadt 7
- Burggut Obere Stadt 36
- Burggut Spiegel 12
- Burggut Grünwehr 1